# Hard Wax
Hard Wax est un magasin de disques indépendant situé à Berlin.

## Histoire
Mark Ernestus ouvre son magasin de disques en décembre 1989 à Berlin dans le quartier Kreuzberg, 
au rez-de-chaussée d'un immeuble de Reichenberger Straße. Les locaux se trouvent juste à côté de ceux du label Basic Channel, dirigé par Moritz von Oswald. Les deux dirigeants vont bientôt collaborer au développement conjoint de leurs affaires. Ernestus et Oswald, tous deux DJ, vont également jouer en duo désormais.
À partir de 1994, il y eut une succursale de la boutique à Sarrebruck et ce pendant quelques années.
En 1996, le magasin déménage pour s'implanter au troisième étage d'une usine désaffectée de la rue Paul-Lincke-Ufer de Berlin.

## Rayonnement
Le magasin est spécialisé d'abord dans la musique électronique, le reggae, le dub, puis le dubstep. Hard Wax fait également office de distributeur pour de nombreux labels berlinois affiliés à l'esthétique de Basic Channel.
C'est l'un des plus vieux disquaires au monde spécialisés dans la musique électronique. Point de convergence important de la communauté techno internationale, ce lieu occupe une place majeure dans le développement de celle-ci au début des années 1990. De plus, tout comme la boîte de nuit Tresor, Hard Wax entretient une relation privilégiée avec la scène techno de Détroit au sein de ce que l'on appelle « l'axe Berlin-Detroit ». Son rayonnement perdure en 2014, ses larges choix tant en termes de nouveautés que de rééditions étant toujours aussi réputés.
Plusieurs platinistes célèbres ont travaillé dans le magasin tels DJ Hell, Marcel Dettmann, Modeselektor, DJ Rok, Gabriele « Mo » Loschelder ou encore Electric Indigo qui occupe de 1993 à 1996 le poste de responsable des ventes.

## Fonctionnement
Le magasin réalise aussi des ventes par correspondance par le biais de son site Web. En 2009, ces ventes représentent 50 % de son chiffre d'affaires. À l'avenir, il est aussi prévu la mise en place d'un magasin de vente de musique en ligne.